# Рагби клуб Брив
АК Брив (енгл. Club athlétique Brive Corrèze Limousin) је француски рагби јунион клуб из града Брив ла Гајар који се такмичи у Топ 14. Капитен Брива је Арнауд Мела, а боје ове екипе су црна и бела. Брив је један од три француска рагби јунион тима ( друга два су Тулуз и Тулон ) који су освајали титулу шампиона Европе. Рагбистима Брива то је пошло за руком када су у финалу купа европских шампиона 1997. савладали Лестер Тајгерс са 28-9 у Кардифу. Познати рагбисти који су играли за Брив су Бен Коен, Енди Гуд, Стив Томпсон, Седрик Хејменс, Димитри Јашвили, Мајк Блер...
- Куп европских шампиона у рагбију

- Освајач (1) : 1997.
- Финалиста (1) : 1998.

- Топ 14

- Вицешампион (4) : 1965, 1972, 1975, 1996.

Први тим
Гетан Жермеин
Бенито Масилеву
Алфие Мафи
Метју Угалде
Крис Туатара-Морисон
Бенџамин Петре
Арнауд Мигнарди
Николас Бези
Бастијен Духалде
Вилијам Ветон
Сиса Којамаиболе
Поутаси Луафуту
Џо Сниман
Арнауд Мела
Пит Мараис
Лукас Поинтуд
Џорџи Јгенти
Кевин Бајс
Карлен Асиешвили
Демијен Жордан
Демијен Лаверње
Виктор Лебас
Петрус Хауман
Теди Ирибарен
Роман Сола
Малакаи Баканицева